# Мостякское сельское поселение
Мостя́кское се́льское поселе́ние — муниципальное образование в составе Старокулаткинского района Ульяновской области. Административный центр — село Старый Мостяк. 

## Население
| 2010 | 2012  | 2013  | 2014  | 2015 | 2016 | 2017 |
| ---- | ----- | ----- | ----- | ---- | ---- | ---- |
| 1230 | ↘1163 | ↘1105 | ↘1041 | ↘994 | ↘958 | ↘937 |
| 2018 | 2019  | 2020  | 2021  |      |      |      |
| ↘901 | ↘858  | ↘840  | ↘812  |      |      |      |

## Состав сельского поселения
В состав поселения входят 2 населённых пункта — 2 села.
| № | Населённый пункт | Тип населённого пункта       | Население |
| - | ---------------- | ---------------------------- | --------- |
| 1 | Новый Мостяк     | село                         | 261       |
| 2 | Старый Мостяк    | село, административный центр | 969       |